# 宰予

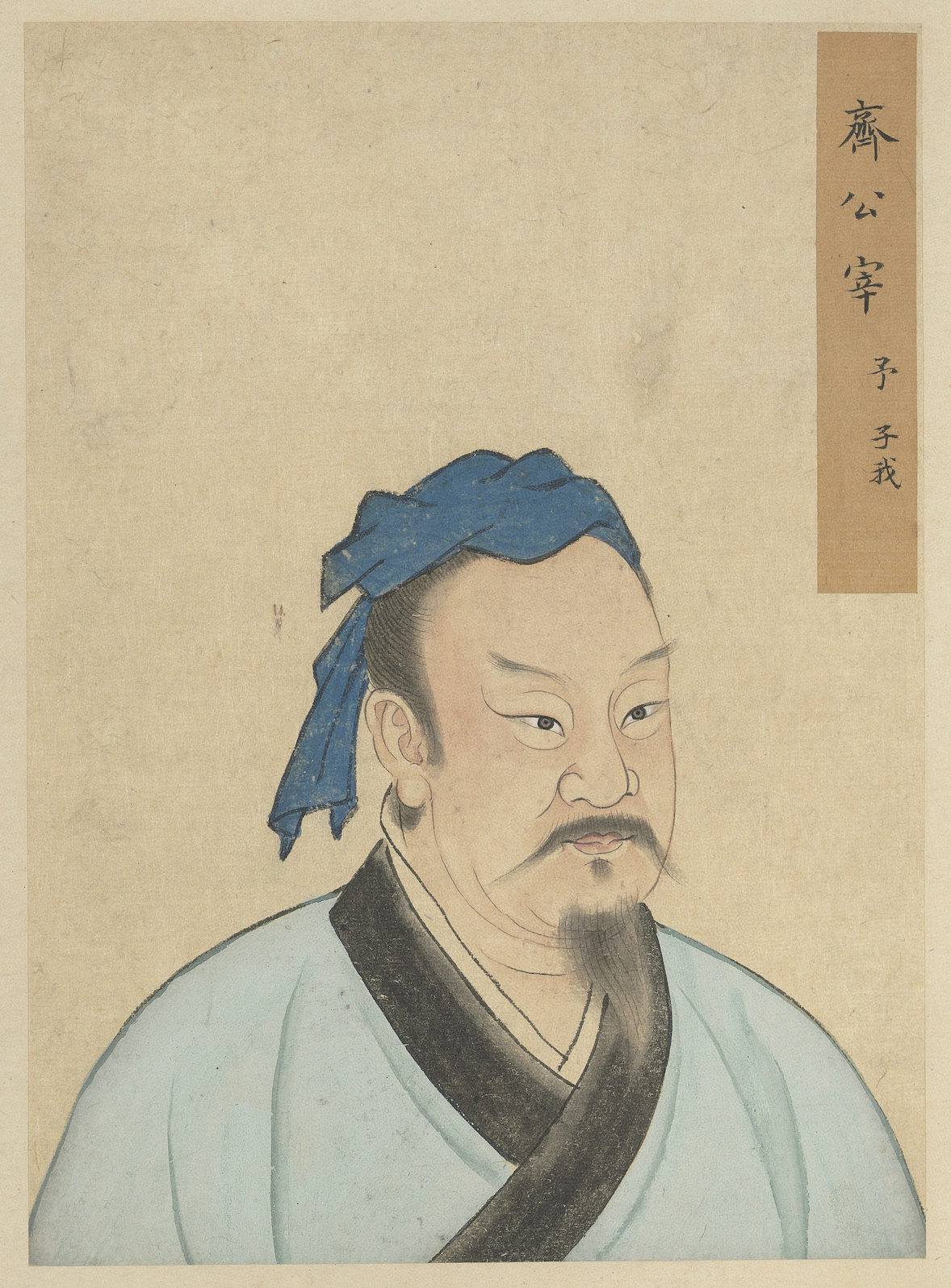
宰予像（國立故宮博物院藏）。

宰予（前522年—前458年），宰姓，名予，字子我，又名予我、宰我，春秋時代魯國人，孔子弟子，為孔門十哲之一，擅長說話。曾因白天睡覺，被孔子訓斥：「朽木不可雕也。」

## 事蹟
宰予曾與孔子討論三年喪期的禮制及仁的問題，宰予認為為了精進德業，服喪一年就夠了，使孔子相當生氣而做出批評。另外，他因「晝寢」而被孔子批評為「朽木不可雕也」，為此一著名成語的來由。而且孔子因此將事從「聽其言信其行」改變為「聽其言觀其行」。
孔子曾說：「吾以言取人，失之宰予」，將他和子羽做對比。但南懷瑾的《論語別裁》提出不一樣的看法，認為孔子不是在批評宰予，而是告訴其他學生要體諒宰予，不要因宰予的行為而對他過度批評。

## 疑雲
司馬遷《史记·仲尼弟子列傳》记载他死於齊國的田常之亂。
但根据唐代司马贞的《索隐》认为司馬遷有誤，《左传》中并未记载宰予参与田常之乱的事，参与叛乱的是阚止，阚止的字也是“子我”。

## 歷代追封
- 唐朝開元二十七年，宰予被追封為「齐侯」。
- 北宋大中祥符二年（1009年），又再被加封為「临淄公」。
- 南宋咸淳三年（1267年），再進封为「齐公」。
- 明朝嘉靖九年改稱為「先贤宰予」。